# Rechtbank Limburg
De Rechtbank Limburg is een van de elf rechtbanken in Nederland. Het arrondissement omvat de gehele provincie Limburg. De rechtbank ontstond per 1 januari 2013 uit de samenvoeging van de rechtbank Maastricht met de rechtbank Roermond. Het bestuur van de rechtbank is gevestigd in een deel van het voormalige ziekenhuis Sint Annadal in Maastricht. Roermond is een van de zittingsplaatsen. De zittingsplaatsen Sittard-Geleen, Venlo en Heerlen zijn sinds respectievelijk 1 april 2013 en 1 januari 2014 gesloten. Hoger beroep tegen beslissingen van de rechtbank kan worden ingesteld bij het Gerechtshof 's-Hertogenbosch, voor bestuurszaken bij de Centrale Raad van Beroep of de Raad van State.
Tot 2014 was ook het Openbaar Ministerie (OM) in het gebouw van de Rechtbank Maastricht / Rechtbank Limburg gevestigd. Wegens plaatsgebrek en om de schijn van belangenverstrengeling te vermijden, verhuisde het OM in dat jaar naar het gebouw van Rijkswaterstaat aan de Avenue Céramique op de rechter Maasoever. Dat gebouw bleek bij warm weer klimatologisch niet te voldoen. Vanaf 2022 hoopt het OM weer (tijdelijk) terug te keren naar Sint Annadal, waar inmiddels weer plaats is. Op de lange termijn wordt gezocht naar een nieuwe locatie dicht bij Station Maastricht. In 2021 werd bekend dat als mogelijke nieuwbouwlocatie de plek van het Sint-Maartenscollege wordt onderzocht.